# US-amerikanische SST-Projekte
US-Amerikanische SST-Projekte werden Projekte für Überschallpassagierflugzeuge, sogenannte SST (kurz für supersonic transport), aus den USA bezeichnet.
Die US-amerikanische SST-Projekte waren zum einen als Konkurrenz zur Concorde und der Tu-144 gedacht. Es gab von mehreren Firmen Entwürfe für solche Überschallpassagierflugzeuge, in dieser Zeit war das Programm um ein SST vom Kalten Krieg und dem damit verbundenen Prestige stark von der US-Regierung gefördert worden. Nachdem die Tu-144 und die Concorde sich zu echten Flugzeugen entwickelten und die USA kein SST vorweisen konnten, war die offizielle öffentliche Meinung der USA eher ablehnend zu (ausländischen) SST eingestellt. Erst mit dem absehbaren Ende der Concorde und der Außerdienststellung der Tu-144 wurden in den USA wieder Projekte für SST im Bereich Airliner und im Bereich Buissnesjet aufgegriffen. Nun sind private Firmen und Start-ups die treibende Kraft und nicht der US-Staat, dennoch gibt es z. B. via NASA technischen/wissenschaftlichen Support. Bisher ist jedoch keines dieser Projekte zu einem einsatzfähigen Passagierjet umgesetzt. Es ist fraglich, ob, trotz Supercruise und Verminderung des Überschallknalls, sich die begrenzte Zeitersparnis rechtfertigt für die höheren Anschaffungs- und Betriebskosten, die ein Überschallflugzeug mit sich bringt.

## Pre Concorde / Tu-144 Projekte

### Convair Modell 58-9

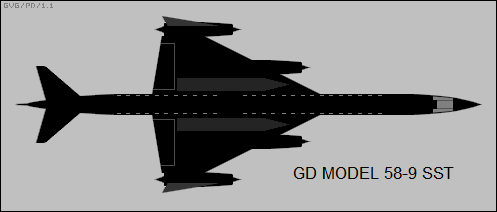
Convair Modell 58-9

Die Convair Modell 58-9 war ein geplanter US-amerikanischer Überschallpassagierjet, der von der Convair-Division von General Dynamics entwickelt wurde und mit Mach 2 bis zu 52 Passagiere befördern sollte. Er wurde 1961 vom Bomber Convair B-58 Hustler (Convair Model 4) abgeleitet, aber nicht über die Entwurfsphase hinaus weiterverfolgt.

### North American B-70 VIP / C-60
North American Aviation, Inc. präsentierte ein Mock-up einer Passagierversion des nur minimal veränderten XB-70 Bombers als Mach3 VIP Transporter, MEDEVAC Flugzeug für das US-Militär und die US-Regierung. Weiter wurden Entwürfe für eine Frachtversion/ Truppentransporter (für Spezialkräfte) mit Klappbugtor, Laderampe, integrierter Hebebühne studiert.  Diese Transportversion mit verändertem Rumpf gegenüber der B-70 sollte die in den US-Streitkräften für Transportflugzeuge übliche „C“ Bezeichnung C-70 erhalten.

### North American NAC-60

North American NAC-60

Die North American NAC-60 war ein Entwurf der North American Aviation, Inc. für ein Überschall-Verkehrsflugzeug. Die Entwicklung fand in den 1960er Jahren im Zuge eines Konstruktionswettbewerbs der US-amerikanischen Regierung statt. Die NAC-60 hatte ihre Wurzeln in einer projektierten Passagierversion des XB-70 Bombers als Mach3 VIP Transporter für das US-Militär und die US-Regierung.

### Douglas 2229
Die Douglas 2229 war das Projekt zum Entwurf eines überschallschnellen Verkehrsflugzeuges des US-amerikanischen Herstellers Douglas. Ziel dieses designierten Nachfolgers der Douglas DC-8 war die Beförderung von Passagieren mit über 3200 km/h.

### Lockheed L-2000

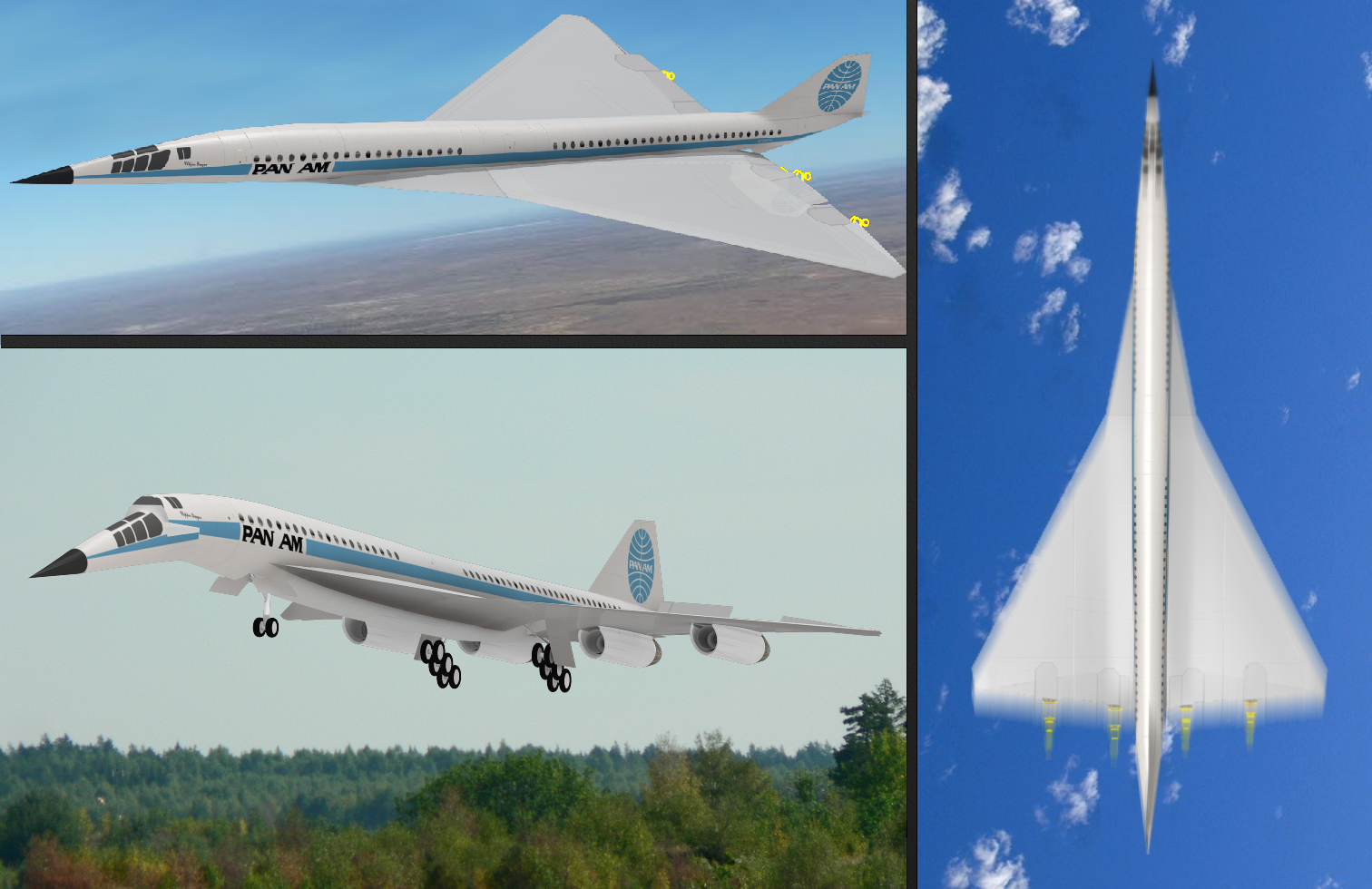
Lockheed L-2000

Die Lockheed L-2000 war ein Entwurf der Lockheed Corporation für ein Überschall-Verkehrsflugzeug. Die Entwicklung fand in den 1960er Jahren im Zuge eines Konstruktionswettbewerbs der US-amerikanischen Regierung statt.

### Boeing 2707
Die Boeing 2707 (bis September 1966 Model 733) war das Projekt eines Überschall-Verkehrsflugzeugs des US-amerikanischen Herstellers Boeing.

## Post Concorde / Tu-144 Projekte

### Suchoi Gulfstream S-21G

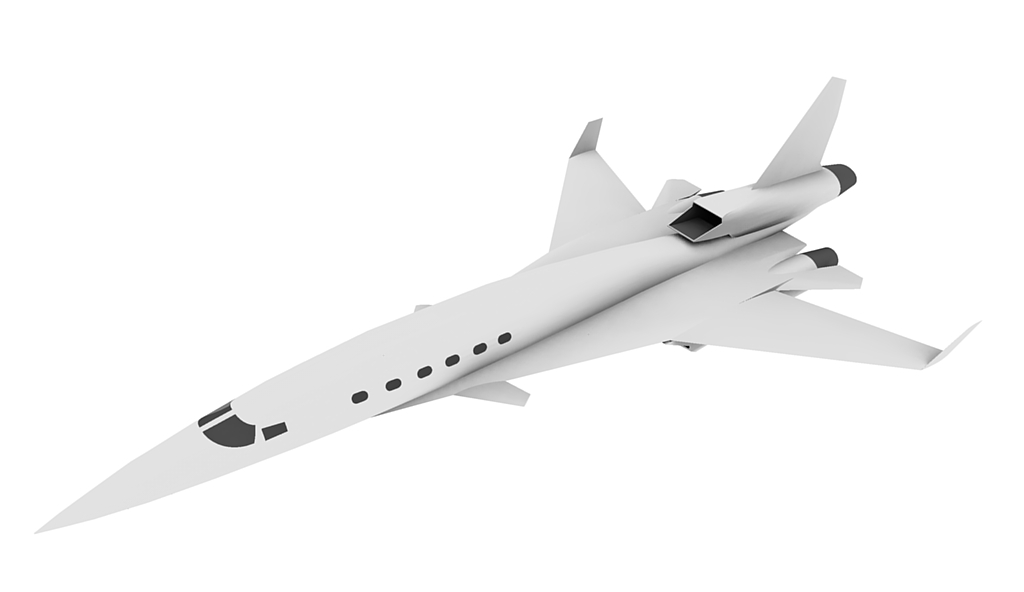
Suchoi Gulfstream S-21G

Das Projekt Suchoi Gulfstream S-21G, eines zehn- bis zwölfsitzigen Überschallgeschäftsreiseflugzeugs (Supersonic Business Jet, SSBJ) lässt sich zurückführen auf getrennte Entwurfsstudien, die von Suchoi 1987 und von Gulfstream 1988 durchgeführt wurden. Nach einem Meeting beider Unternehmen am 13. Juni 1989 wurde der Plan eines Joint Ventures geboren, der nach weiteren Treffen schließlich zum Entwurf eines zweistrahligen schwanzlosen Flugzeugs führte. Nach ersten Umkonstruktionen wurde 1990 auf der Luftfahrtschau in Farnborough eine konventionell ausgelegte dreistrahlige Studie vorgestellt, danach kehrte man allerdings wieder zum zweistrahligen, allerdings vergrößerten Entwurf zurück und verwendete von da an die Bezeichnung „S-21G“ anstelle „SSBJ“.

### SAI Quiet Supersonic Transport
Der SAI Quiet Supersonic Transport war ein Projekt des amerikanischen Herstellers Supersonic Aerospace International (SAI) zur Entwicklung eines Überschall-Geschäftsreiseflugzeuges.

### Aerion AS2

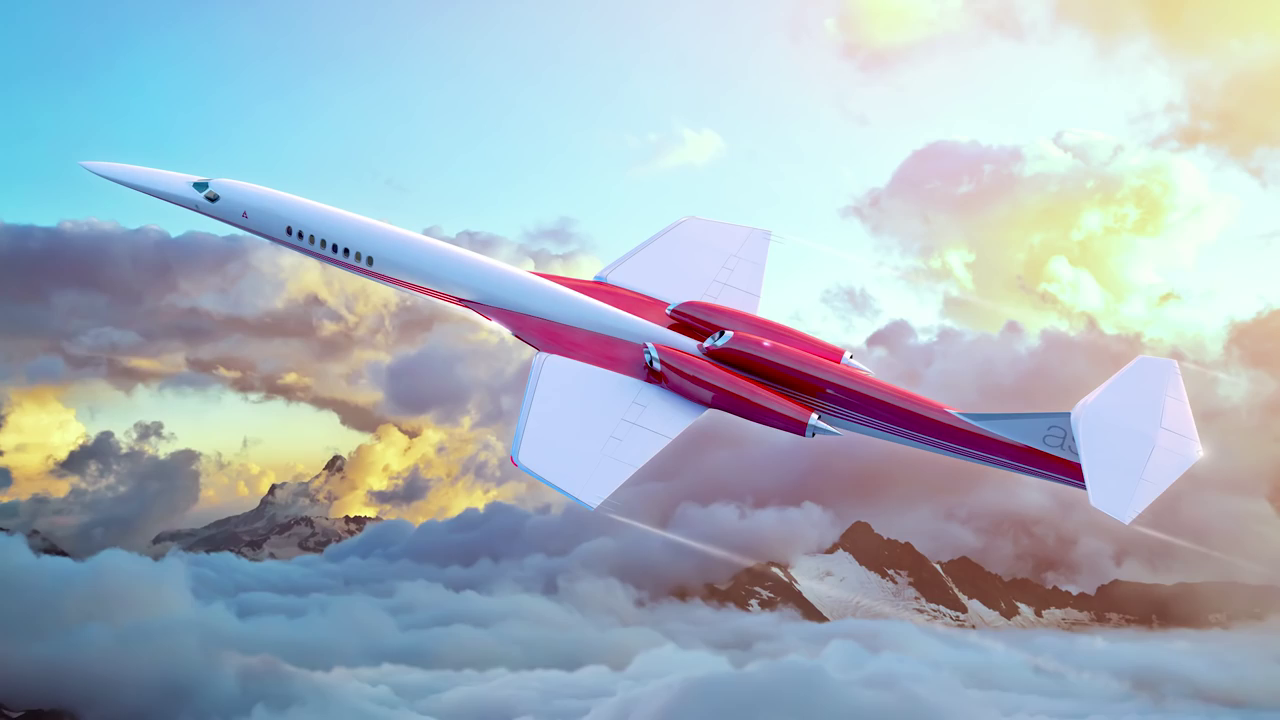
Aerion AS2

Die Aerion AS2 war ein 2014 angekündigtes überschallschnelles Geschäftsreiseflugzeug der US-amerikanischen Firma Aerion Corporation, das in Kooperation mit dem Luftfahrthersteller Boeing hergestellt werden und 2026 in Betrieb gehen sollte.
Im April 2020 wurde das ursprüngliche Flügelkonzept fundamental geändert: Neu sollte ein stark und auch an der Hinterkante gepfeilter Deltaflügel zum Einsatz kommen und zwei der mittlerweile drei Triebwerke wanderten von der Flügelwurzel weg unter den Flügel.
Im Mai 2021 wurde das Projekt eingestellt.

### Aerion SBJ

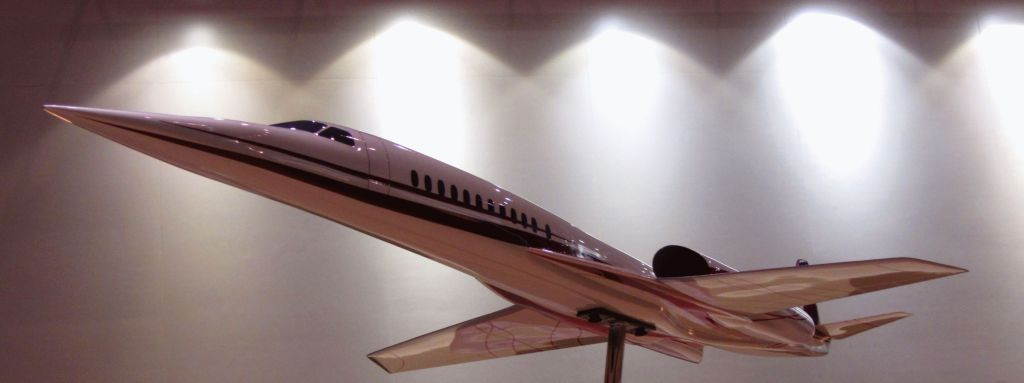
Aerion SBJ

Aerion SBJ war ein Konzept des US-amerikanischen Herstellers Aerion Corporation für ein Überschall-Geschäftsreiseflugzeug (engl. supersonic business jet).

### Boom Overture
Die Boom Overture ist ein projektiertes mehrstrahliges Überschallflugzeug des Start-up-Luftfahrtunternehmens Boom Technology. Es basiert auf dem Versuchsträger Boom XB-1 und soll ab Ende der 2020er Jahre als Nachfolger der Concorde für den Überschall-Flugliniendienst eingesetzt werden.